# Cerco de Hatra
O cerco de Hatra ocorreu em 240-241 e foi conduzido pelo xá Sapor I (r. 240–270). Ele resultado na destruição e abandono de Hatra.

## Antecedentes
Hatra foi fundada no século III ou II a.C. pelo Império Selêucida e desde o tempo do Império Arsácida prosperou como capital do Reino de Araba. Tinha posição estratégica junto as rotas do comércio caravaneiro, o que permitiu sua prosperidade, e tornou-se importante centro religioso. Foi sitiada ao menos duas vezes pelo Império Romano, a primeira em 116/117 por Trajano (r. 98–117) e a segunda em 198/199 por Sétimo Severo (r. 193–211). Seu último rei foi Sanatruces II (r. 200–240/241). Em seu tempo, ela ficou na órbita de influência dos romanos, que estacionaram tropas ali. Isso chamou a atenção do Império Sassânida, e em cerca de 226/227, o xá Artaxes I atacou-a sem-sucesso. Em 240, segundo Tabari, quando Sapor I (r. 240–270) estava em campanha no Coração (esse episódio é hoje datado tempos depois), Sanatruces (chamado nas fontes árabes de Daizane e Satirune) atacou o Sauade. Isso enfureceu Sapor, que começou a sitiar Hatra.

## Cerco e rescaldo
A memória do cerco foi preservada na tradição árabe, que incorporou elementos lendários na narrativa. Hixame ibne Alcalbi afirmou que o xá cercou Hatra por 4 anos, completamente incapaz de destruí-la ou capturar Daizane, enquanto Alaxa mencionou em seu poema que Sapor sitiou a fortaleza por apenas dois anos:
| “ | Não viu Hatra, cujo povo sempre goza de vida fácil? Mas alguém é favorecido com vida fácil para sempre? Sapor dos Exércitos permaneceu diante dela por dois anos, empunhando seus machados de batalha lá. Mas seu Senhor [governante de Hatra] não lhe deu nenhum acesso de força, e pivôs como o dele não puderam permanecer firmes (isto é, a facilidade de vida que ele desfrutava não podia durar para sempre) Quando seu Senhor viu o que ele [Sapor] estava fazendo, caiu sobre ele com um violento golpe, sem ele ser capaz de retalhar. Ele chamou seus partidários, "Venham ao seu afazer, que já foi rompido E morra mortes nobres através de suas próprias espadas; Eu vejo que o verdadeiro guerreiro assume por si mesmo o fardo da morte com equanimidade." | ” |

Segundo as fontes árabes, uma das filhas de Daizane chamada Nadira lhe traiu por se apaixonar por Sapor e permitiu que o xá entrasse na cidade. Segundo a tradição, ela estava menstruada, e como era costume, foi deixada no subúrbio externo. Ela entreolhou Sapor e eles se apaixonaram. Então lhe enviou uma mensagem na qual perguntou, "o que você me daria se eu lhe indicasse como você poderia trazer a destruição da muralha dessa cidade e como você poderia matar meu pai?", e ele respondeu, "o que escolhesse; e eu a elevaria sobre todas as minhas outras esposas e a faria minha esposa mais próxima com a exclusão delas." Nadira lhe disse, "Pegue uma pomba de colarinho prateado e escreva sobre sua perna com o sangue menstrual de uma virgem de olhos azuis. Então liberte-a e ela pousará sobre a muralha da cidade, que ruirá." Depois, continuou dizendo: "vou dar aos guardas vinho e quando eles forem colocados no chão [por seus efeitos espantosos], mate-os e entre na cidade". As defesas desmoronaram, Daizane foi morto, os grupos dissidentes de Cudaa foram aniquilados junto com alguns clãs dos huluânidas. A cidade foi deixada em ruínas e Sapor levou Nadira, com quem casou depois em Aim Atamir. Anre ibne Ilá, que estava com Daizane, disse:
| “ | Você não se encheu de pesar quando os relatórios chegaram sobre o que aconteceu com os líderes do Banu Abide, E do assassinato de Daizane e seus irmãos, e dos homens de Tazide, que costumavam cavalgar nos esquadrões de cavalaria? Sapor dos Exércitos os atacou com elefantes de guerra, ricamente protegidos e com seus heroicos guerreiros, E ele destruiu os blocos de pedra das colunas da fortaleza, cujas pedras de fundação eram como blocos de ferro. | ” |